# Артропластика
Артропластика (ендопротезування суглобів грец. ἔνδον — в середині та грец. πρόσθεσις — приставляти, прибавляти) — метод оперативного лікування патології суглобів, під час якого зруйновані хворобою частини суглоба замінюються штучними, що повторюють форму нормального суглоба з метою відновлення їх функції. Дозволяє хворому відновити рухи в суглобі, значно зменшити больовий синдром, відновити опороздатність кінцівки та уникнути інвалідності. Зміст операції — відтворення зруйнованих хворобою чи травмою частин суглоба за допомогою переміщених тканин або штучних імплантатів.
Тотальне ендопротезування означає заміну всіх відповідних поверхонь суглоба, тоді як часткова заміна (субтотальне ендопротезування) передбачає заміну лише однієї або кількох поверхонь, але не всього суглоба.
Ендопротезування кульшового суглоба є однією з найбільш часто виконуваних реконструктивних операцій. За оцінками, щороку в усьому світі проводиться 1,5 мільйона процедур. Ендопротезування колінного суглоба щороку проводится у більш ніж півмільйона випадків.

## Історія

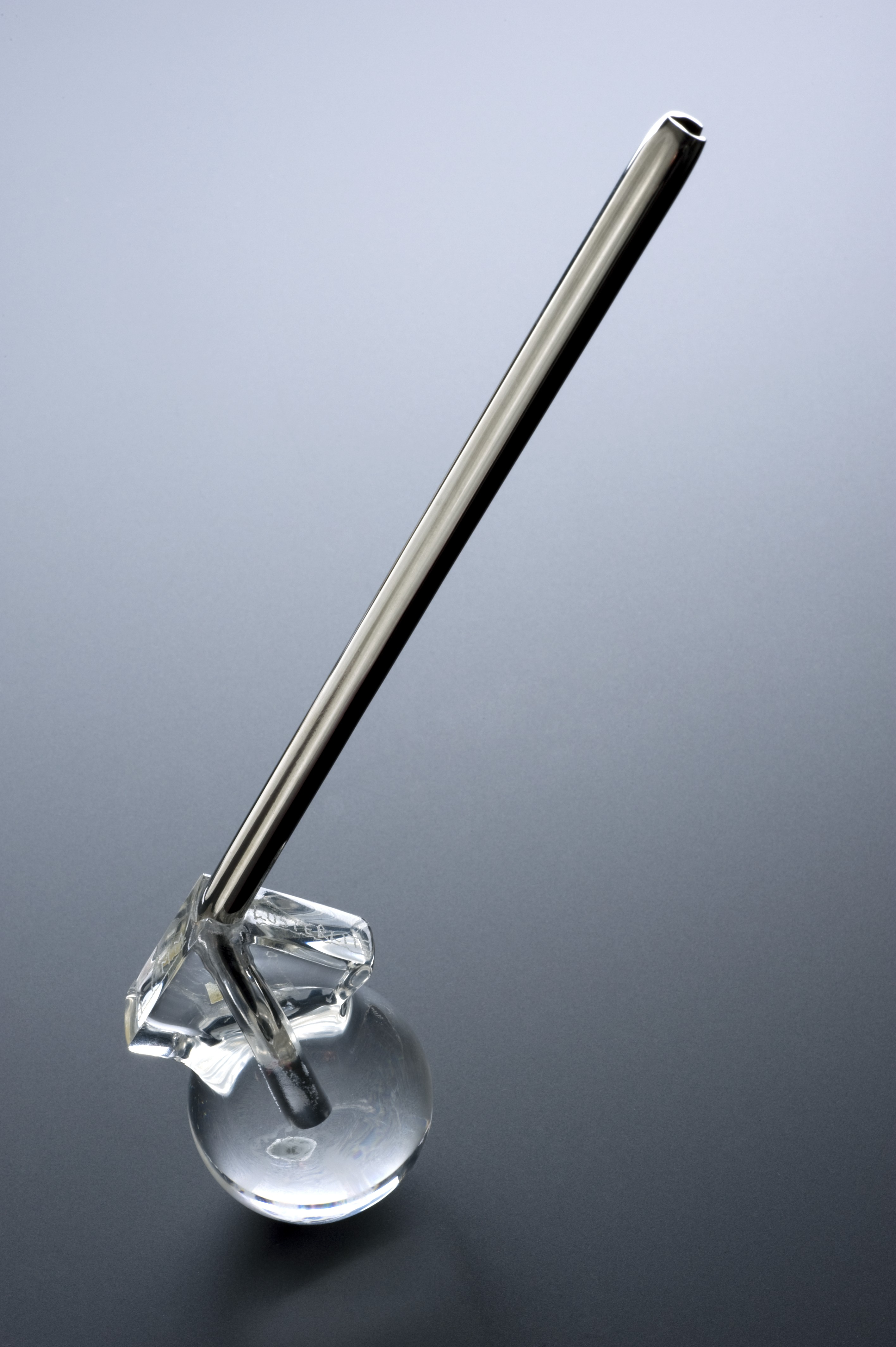
Ендопротез кульшового суглоба виготовлений компанією Lusterlite Products і є модифікацією суглоба, розробленого в 1949 році французьким хірургом Жаном Госсе.

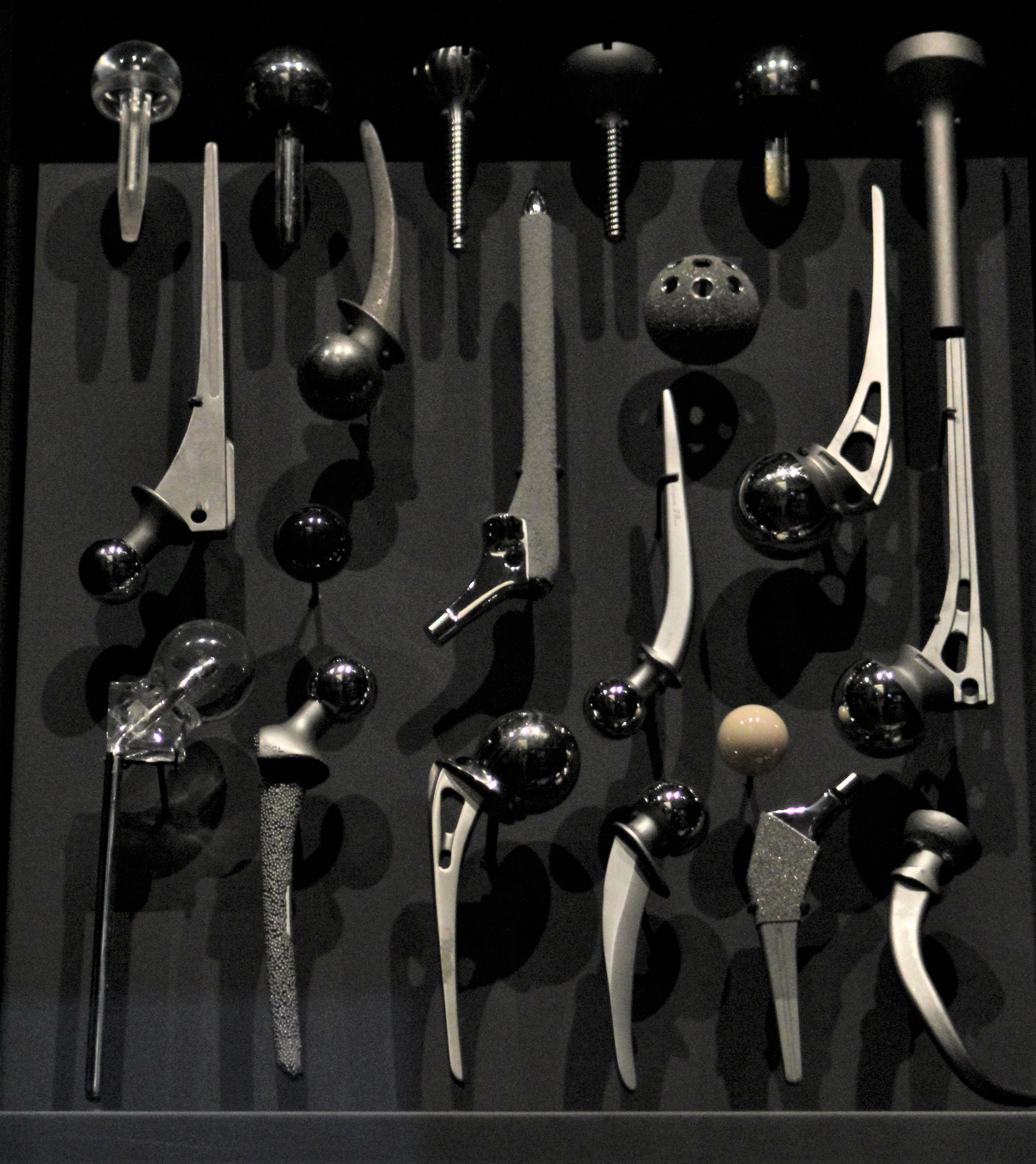
Різноманітні конструкції ендопротезів кульшового суглоба в музеї London Science Museum, 2022 рік

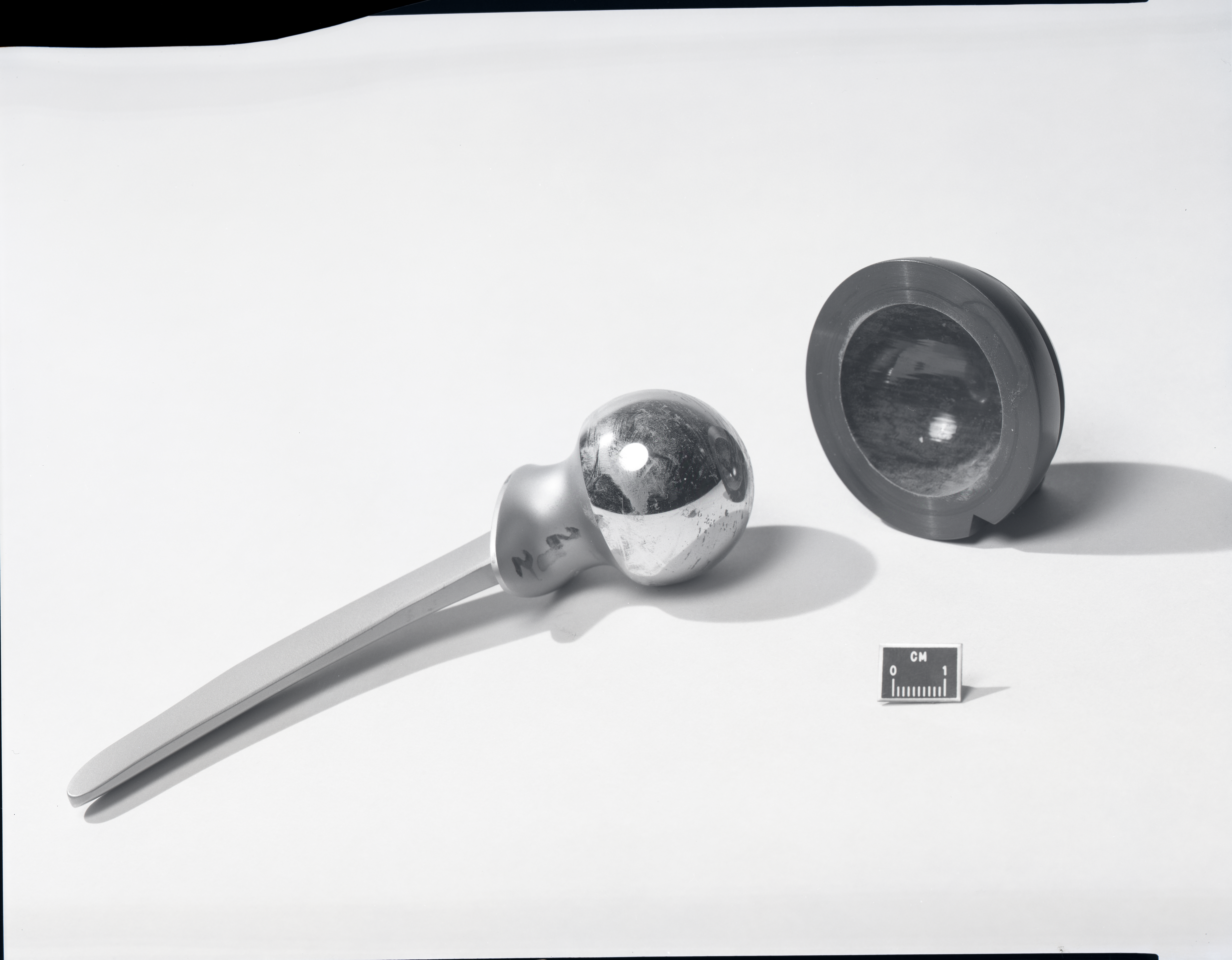
Експериментальний ендопротез кульшового суглоба MсKee та Farrar 1974 рік

На початку 18 століття, при артритах, хірурги використовували висічення голівки стегнової кістки, в основному виконуючи «ексцизійне ендопротезування» кульшового суглоба. На той час це була новаторська операція, особливо в епоху, коли ампутація кінцівок була звичайною справою. Першим хірургом, який повідомив про таку операцію, був Генрі Парк (1744—1831) у Ліверпулі, Велика Британія. Він сказав своєму наставнику Персівалю Потту (1717—1788), що після «повної екстирпації суглоба» він сподівається отримати лікування шляхом утворення «мозолів» (у той період термін «мозоль» був загальним поняттям, яке стосувалося або власне кісткової мозолі, або фіброзного незрощення).
У 1826 році Джон Рі Бартон з Філадельфії (1794—1871) виконав першу остеотомію на анкілозованому стегні. Він виконав міжвертлюгову остеотомію без анестезії за сім хвилин. Через двадцять днів він мобілізував кінцівку, щоб створити псевдоартроз. Через три місяці хворий почав ходити з тростиною. Завдяки цій операції Бартон також надав перші докази того, що рух може перешкоджати загоєнню переломів і формуванню кістки. У той час смертність від такого лікування становила близько 50 %, що було неприпустимо за сучасними мірками. Незважаючи на те, що таку операцію популяризував МакМюррей у 1930-х роках, а пізніше біомеханічні дослідження Пауелса в 50-х роках і Бомбеллі в 1983 році, показання до остеотомії проксимального відділу стегнової кістки змінилися з дегенеративних станів у дорослих на септичні наслідки у кульшовому суглобі у молодих і підлітків. У дорослих операція не вплинула належним чином на тазостегновий суглоб і уражені суглобові поверхні, а лише змінила біомеханіку навантаження та уповільнила дегенеративні процеси, лише з легким полегшенням болю та інших симптомів.
Пізніше хірурги почали розглядати можливість лікування поверхонь суглобів за допомогою різних типів матеріалів або біологічних інтерпозиційних тканин, розробляючи «інтерпозиційне» ендопротезування. Карночан з Нью-Йорка представив дерев'яні блоки між поверхнями суглобів у 1840 році. У 1860 році Огюст Станіслас Верней з Парижа (1823—1895) виконав перше інтерпозиційне ендопротезування м'якими тканинами. У 1885 році Леопольд Ольє (1830—1900) з Ліона описав вставлення жирової тканини в асептичні суглоби. Оскільки цей матеріал не був прикріплений до сусідніх тканин, його процедури були загалом неефективними.
Чеський хірург Вітеслав Хлумський (1867—1943), працюючи в Бреслау (сучасний Вроцлав, Польща), експериментував у 1896 році з різноманітними інтерпозиційними матеріалами, такими як м'язи, целулоїд, срібні пластини, гумові опори, магній, цинк, скло, пірекс, декальциновані кістки та віск. До Хлумського, Фемістокл Глюк з Берліна розробив у 1891 році шарнір зі слонової кістки, який фіксувався до кістки за допомогою нікельованих гвинтів. Згодом він використав гіпс і порошок пемзи зі смолою для забезпечення фіксації. Незважаючи на те, що він використовував штучні суглоби не лише для стегнових, але й плечових, колінних і гомілковостопних суглобів, його результати в довгостроковій перспективі були затьмарені інфекцією. Більшість його робіт не було опубліковано через конфлікт із його головним хірургом проф. фон Бергманом.
У 1893 році німецький хірург на ім'я Генріх Гельферіх (1851—1945) розробив процедуру для лікування артриту скронево-нижньощелепного суглоба, яка передбачала використання широкої фасції між поверхнями суглоба. Цей принцип він відстоював задовго до цього, у 1882 році на Німецькому хірургічному конгресі. Слідуючи його висновкам, Мерфі та його колега Еріх Лексер з Мюнхена, Німеччина (1867—1937) також використовували інтерпозиційне ендопротезування трансплантатом широкої фасції. Іншими, хто використовував біологічне інтерпозиційне ендопротезування, у той час були французький хірург Foedre (нар. 1860) і Вільям Стівен Бер з лікарні Джона Хопкінса в Балтіморі (1872—1931), який у 1918 році використовував свинячий сечовий міхур як інтерпозиційний матеріал. У ті часи інформована згода майже не існувала, тому більшість хірургів робили, що їм заманеться, щодо вибору хірургічного підходу та використання матеріалів.
У той же період сер Роберт Джонс (1855—1933) використовував золоту фольгу для покриття реконструйованих голівок стегнових кісток. Двадцять один рік потому він зробив звіт про подальше спостереження, в якому вказав, що пацієнт зберіг хороший діапазон рухів з дуже незначним болем. Це також було найдовше спостереження, зафіксоване до цього моменту в історії артропластики.
Великий прорив в ендопротезуванні кульшового суглоба був зроблений Маріусом Смітом-Петерсеном (1886—1953) з Бостона, який у 1923 році описав інтерпозиційне ендопротезування за допомогою синтетичного матеріалу (скла). Він помітив, що скло є матеріалом, який дуже добре переноситься людським організмом, і коли він оперував пацієнта, у спини якого був шматок скла, Петерсен помітив, що навколо нього присутня фіброзна мембрана. Тому він дійшов висновку, що скло, відлите на голівці стегнової кістки, може стимулювати утворення цієї фіброзної оболонки та полегшувати біль, таким чином покращуючи рухливість і діапазон рухів. За його власними словами, це «керуватиме природним ремонтом» суглоба. Під час операції форму вставляли через передній доступ, розроблений Смітом-Петерсеном у 1917 році. Перші скляні імплантати були використані в 1932 році, і хоча вони спочатку були багатообіцяючими, незабаром вони почали руйнуватися. Під час ревізійних операцій Сміт-Петерсен був схвильований наявністю фіброзної мембрани та відчував бажання експериментувати з іншими матеріалами, такими як целулоїд, бакеліт і пірекс. У 1937 році його стоматолог запропонував йому використовувати Віталіум. Після цього він імплантував майже 500 зліпків кульшового суглоба з хорошими клінічними результатами. Цей пристрій забезпечив перші передбачувані клінічні результати при міжпозиційному ендопротезуванні кульшового суглоба.
Першу спробу заміщення суглобових поверхонь зробив французький хірург П'єр Дельбе (1861—1925), який використав гумовий протез для заміни голівки стегнової кістки в 1919 році. У 1927 році британський хірург Ернест В. Хей-Гровс (1872—1944) використав слонову кістку. У 1933 році він описав, що для кращого розміщення стегнового імплантату необхідно відрізати передній і нижній краї «гнізда» (вертлюжної западини). У 1948 році брати Жюде Роберт (1901—1980) і Жан (1905—1995) використовували акриловий протез. Однак цей імплантат був дуже сприйнятливим до зношування і не отримав особливого визнання в довгостроковій перспективі.
Базуючись на концепції Жюде, у 1950 році Фредерік Рек Томпсон (1907—1983) розробив протези на основі віталіума, які мали розширення коміра під головкою та вертикальну інтрамедулярну ніжку. Гарольд Р. Больман (1893—1979) з Небраски та Остін Мур (1899—1963) були двома хірургами, які розвинули ендопротезування суглобів, створивши імплантат стегнової кістки з віталію та імплантувавши його в 1940 році пацієнту з гігантоклітинною пухлиною проксимального відділу стегнової кістки. До 1952 року вони вдосконалили свій імплантат у модель, яка мала фенестрований стрижень, який дозволяв вростання кістки. Ендопротез Мура, як він відомий сьогодні, є першим виробом для ендопротезування, який був широко поширений і все ще використовується при лікуванні переломів шийки стегнової кістки у людей похилого віку.
У 1938 році Філіп Вайлз (1899—1966) з Лондона описав перший тотальний ендопротез кульшового суглоба з використанням компонентів з нержавіючої сталі, прикріплених до кістки за допомогою болтів і гвинтів, але з незадовільними результатами. Едвард Дж. Хабуш (1904—1973) з Нью-Йорка та Кеннет МакКі (1905—1991) з Норвіча експериментували в 1940-х роках із стоматологічним акриловим цементом для фіксації. McKee, Farrar і Ring розробили металеві протези з різним дизайном. У 1953 році Джордж МакКі використав стегнову частину ендопротеза Томпсона, а для сторони вертлюжної западини — комбінацію кобальтхрому як єдине ціле. Від таких ендопротезів відмовилися, коли сер Джон Чарнлі визначив сучасне ендопротезування кульшового суглоба.
Джон Чарнлі розробив концепцію ендопротезування з низьким тертям щодо 3 різних ідей:
1. ідея ендопротезів з низьким моментом тертя;
2. використання акрилового цементу для фіксації компонентів ендопротезу до кістки;
3. впровадження поліетилену високої щільності як несучого матеріалу.

Ендопротезування Charnley з низьким коефіцієнтом тертям показало 77-81 % виживаності через 25 років спостереження. До Чарнлі компоненти кульшового суглоба мали імітувати природну анатомію суглоба, маючи такий самий розмір і конфігурацію, як головка стегнової кістки та кульшової западини пацієнта. Він помітив, що ця конфігурація схильна до поломок, тому він розробив систему на основі сталевої кульки, яка котилася по політетрафторетиленовій (PTFE/тефлоновій) вертлужній чашці. На початку тефлоновий досвід був невдалим, у більшості пацієнтів розвивалося асептичне розпушування та остеоліз. Отже, Чарнлі знадобився новий матеріал для пари тертя і він знайшов його у формі поліетилену надвисокої молекулярної маси (UHMWPE).
У 1950-х роках він представив кістковий цемент ПММА (поліметилметакрилат). У статті Чарнлі «Прикріплення протеза голівки стегнової кістки до діафіза стегнової кістки» від 1960 року було зазначено деякі основні принципи, такі як медулярне розсвердлювання стегнової кістки до фіксації цементом і ніжкою.
Після того, як Чарнлі представив на ринку свої рішення та конструкції пар тертя ендопротезів, хірурги почали використовувати різні комбінації матеріалів, змішаних із цементованими чи нецементованими конструкціями. Так, у 60-х роках Пітер Рінг використовував ендопротезування без цементу металом на металі (MoM), на противагу Маккі та Фаррару, які просували перші цементні конструкції MoM із використанням кобальт-хромового сплаву. Французький хірург Бутін розробив пару тертя із глиноземної кераміки на кераміці (CoC), розробивши пізніше в 1977 році модульний керамічний підшипник. Як тенденція, у 70-х роках безцементні пари тертя ставали все більш популярними, частково через концепцію «цементної хвороби», а частково завдяки легкості відтворюваності хірургічної техніки. Таким чином, такі хірурги, як Лорд, Юдет, Міттлмаєр і Цвеймюллер, пропагували цю техніку.
У 80-х роках з'явилася нова концепція, названа «хворобою частинок». Термін був введений Харрісом і використовувався для визначення запальної відповіді організма пацієнта як реакції на залишки частинок імплантованих компонентів. Це дало «поштовх» у розробці безцементних протезних компонентів, таких як ніжки з окружним покриттям, різні конструкції чашок, деякі з різьбленням, інші з покриттям.
Через низку ускладнень, таких як розбиття та скрип кераміки, еволюція та дослідження в цій галузі активізувалися після розробки в 1990 році ультрависокого зшитого поліетилену (UHXLPE) та у 1995 та 2003 роках BIOLOX forte та delta відповідно. Імплантат «forte» використовував ультрачисту глиноземну кераміку з оксидом магнію. З іншого боку, «дельта» імплантат включає цирконієву загартовану кераміку з оксиду алюмінію зі стронцієм та ітрієм. У 1999 році були розроблені імплантати Trabecular Metal на основі танталової структури, які особливо корисні при ревізійній артропластиці. Однією з останніх технологій для опорних поверхонь є розробка поліетилену, збагаченого вітаміном Е, у 2010 році.

### Україна
В Україні, в 1968 році відбулось впровадження професором К. М. Сівашом методу тотального ендопротезування кульшового суглоба в Харківському НДІ ортопедії і травматології ім. проф. М. І. Ситенка. Надалі ці операції почали виконуватись в ортопедичних центрах Києва, Дніпропетровська, Запоріжжя, Сімферополя, Одеси та інших міст. Вагомий внесок у розвиток цього напрямку медицини зробили видатні українські вчені-хірурги О. О. Корж, М. І. Куліш, Ю. Ю. Колонтай, О. П. Скоблін, В. І. Іванов, І. Г. Герцен, І. В. Шумада, В. М. Левенець та ін. Тільки в Інституті ім. проф. М. І. Ситенка за період 1968—1978 рр. було виконано близько 1000 операцій ендопротезування кульшового суглоба протезами К. М. Сіваша, а в подальшому — О. І. Герчєва (Болгарія), які в 96 % давали хороші найближчі результати лікування.
У той самий час перший досвід ендопротезування кульшового суглоба в Україні показав, що через 7–10 років після операції в 12–25 % випадків виникали тяжкі ускладнення, що були пов'язані з різними факторами, у тому числі недоліками самих конструкцій ендопротезів. Це вимагало повторних складних хірургічних втручань, видалення або заміни ендопротезів, що в ряді випадків призводило до тяжкої інвалідизації хворих. Надалі продовжувалися наукові розробки з удосконалення конструкцій штучних суглобів і вдосконалення технології операції.
В Україні в 90-х роках XX ст. сформувалися чотири основні центри ендопротезування суглобів — у містах Харкові, Києві, Дніпропетровську та Донецьку. З середини 90-х років ряд провідних хірургів-ендопротезистів Німеччини, Великобританії, США та інших країн періодично приїздять до України й проводять показові операції.

## Покази
Виділяють первинне ендопротезування та ревізійне ендопротезування. Ревізійне ендопротезування передбачає видалення та заміну одного або кількох компонентів ендопротеза. Таким чином, це подальша хірургічна процедура первинного ендопротезування, яка виконується на тому ж суглобі.
Показання до ендопротезування суглобів:
- важкі форми дегенеративно-дистрофічних і запальні захворюваня суглобів;[1]
- післятравматичні, диспластичні остеоартрози ІІІ–IVстадії;[1]
- ураження суглобів при хворобі Бєхтєрєва, ревматоїдному, псоріатичному та інших неспецифічних артритах;[1]
- хибні суглоби шийки стегнової, плечової кісток;[1]
- неправильно зрощені внутрішньосуглобові переломи з порушенням функції суглобів.[1]

## Протипокази
До протипоказань для проведення ендопротезування відосять наступні супутні захворювання:
- гострий і хронічний остеомієліт;[1]
- туберкульоз кісток та суглобів;[1]
- важкі форми серцево-судинних захворювань;[1]
- психоневрологічні захворювання.[1]

Вік пацієнта за відсутності важких супутніх захворювань протипоказанням не є.

## Характеристики ендопротезів
За більш ніж 30-річну історію конструкція ендопротезів зазнала істотних змін. Сучасний ендопротез складається з високоміцних і біоінертних металевих і полімерних частин (іноді — з кераміки), форма яких до певної міри повторює форму суглоба, в який планується встановити ендопротез.
У здоровому суглобі людини тертя відбувається між суглобовими хрящами. У штучному суглобі поверхні, що труться, найчастіше виготовляються з:
- металевого сплаву і високоміцного полімеру, що називається поліетиленом високого тиску (пара тертя «метал — пластик»);
- кераміки (пара тертя «кераміка — кераміка»);
- металевого сплаву (пара тертя «метал — метал»).

Сьогодні виконується ендопротезування більшості суглобів людського організму. Найрозповсюдженіше ендопротезування:
- Кульшового суглоба
- Колінного суглоба
- Плечового суглоба
- Гомілкостопного суглоба
- Ліктьового суглоба
- Головки променевої кістки
- Зап'ястя
- Суглобів пальців
- Міжхребцевих дисків[8]

Існує два типи фіксації ендопротезів: цементна та безцементна. У першому випадку компоненти суглоба кріпляться до кісток за допомогою спеціального високоміцного полімеру, який називають кістковим цементом. У другому випадку поверхня ендопротеза ще на етапі його виготовлення вкривається спеціальним матеріалом, до якого ніби «приростають» оточуючі його кістки.

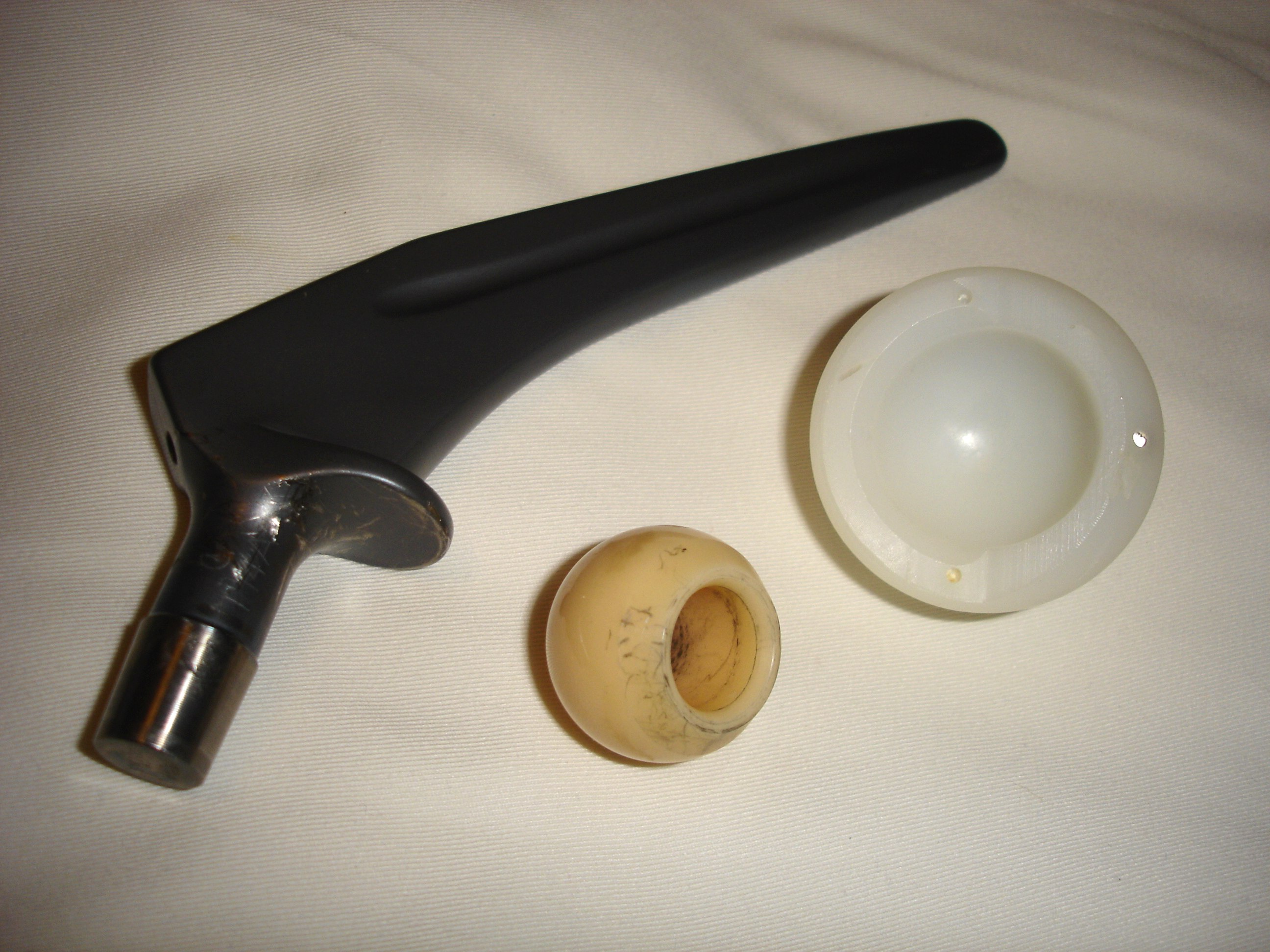
Вигляд тотального ендопротеза кульшового суглоба (голівка - кераміка, вертлюжна частина - поліетилен)
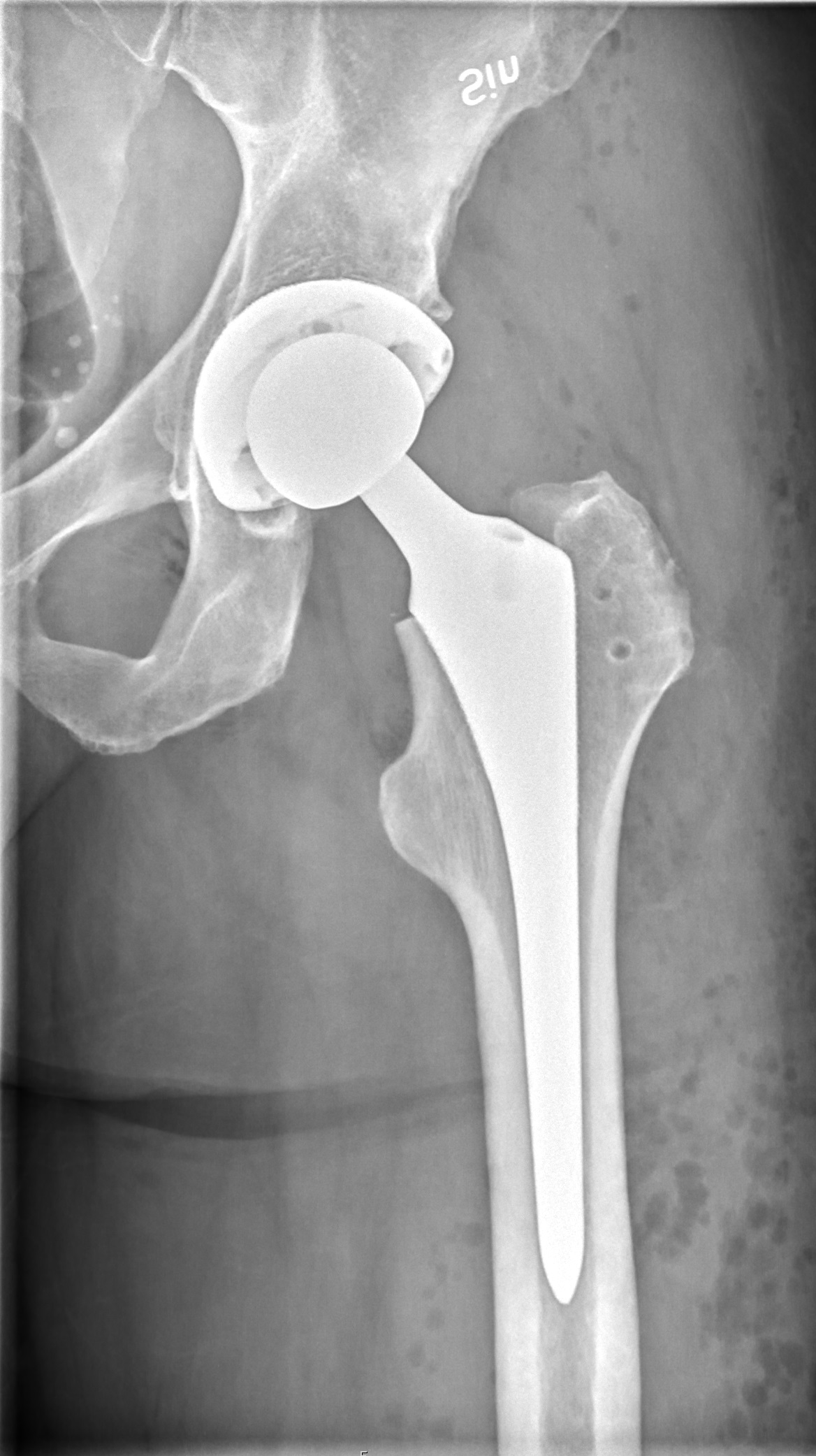
Рентгенограма тотального ендопротеза кульшового суглоба
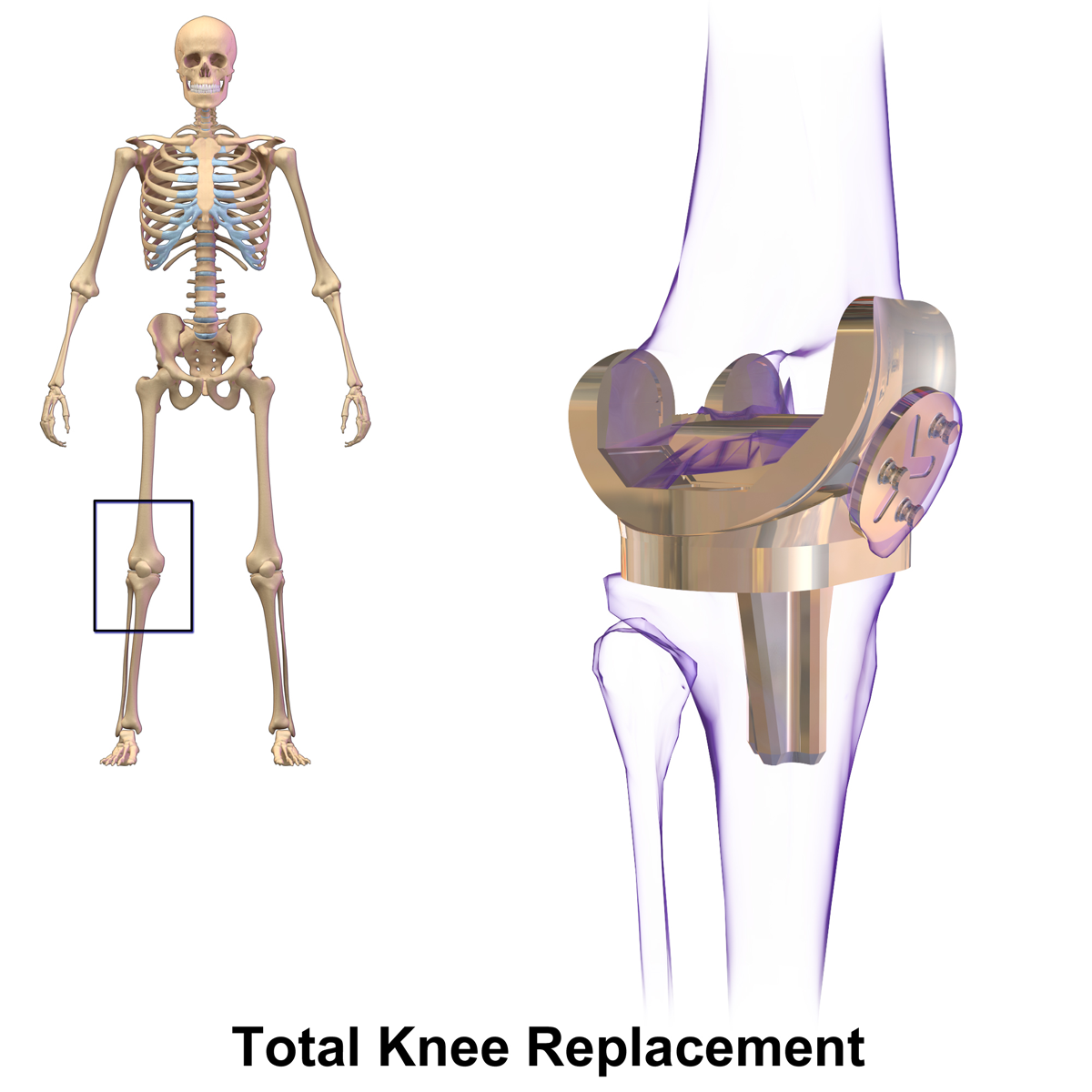
Схема тотального ендопротезування колінного суглобу
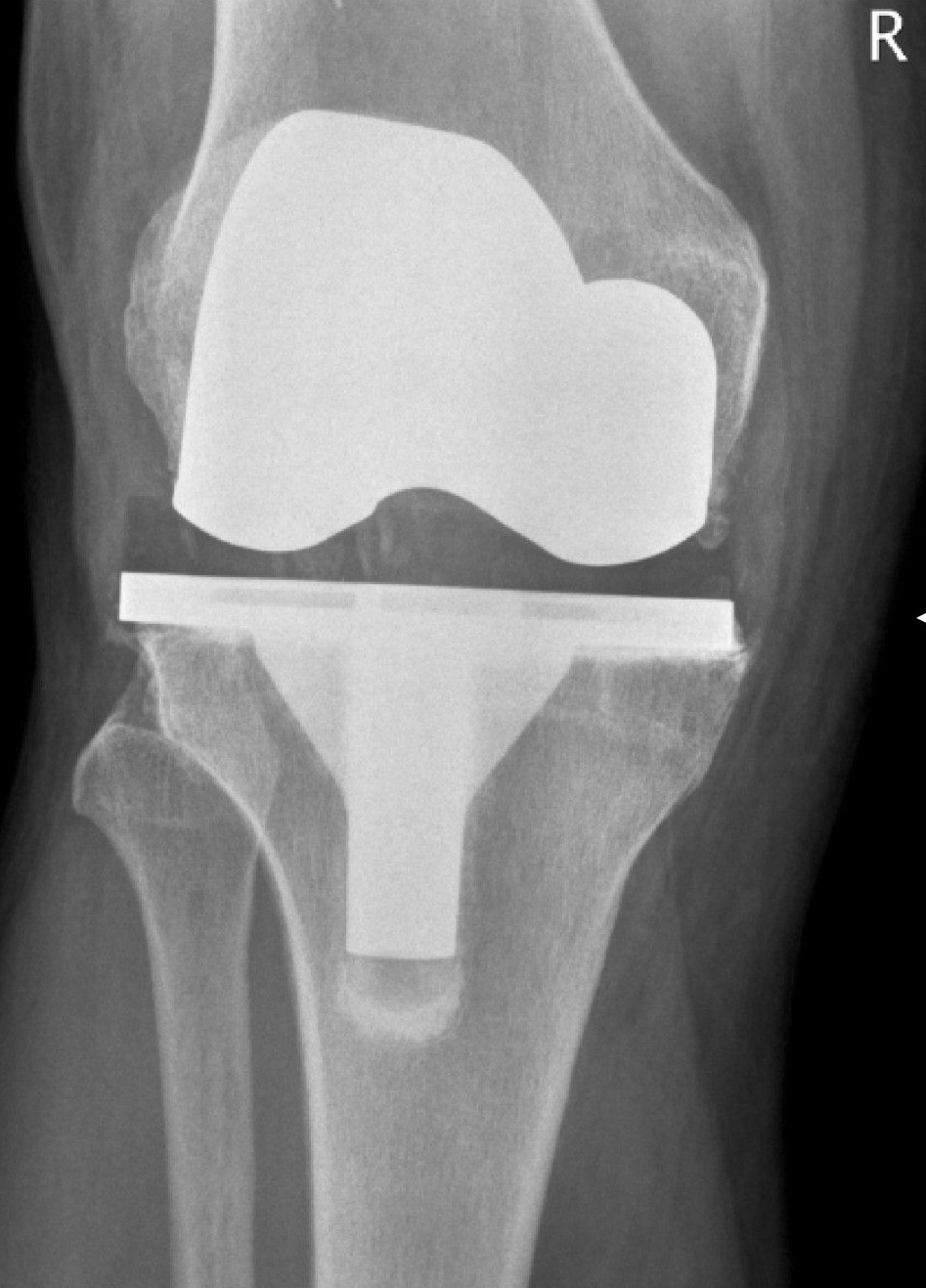
Рентгенограма тотального ендопротеза колінного суглоба
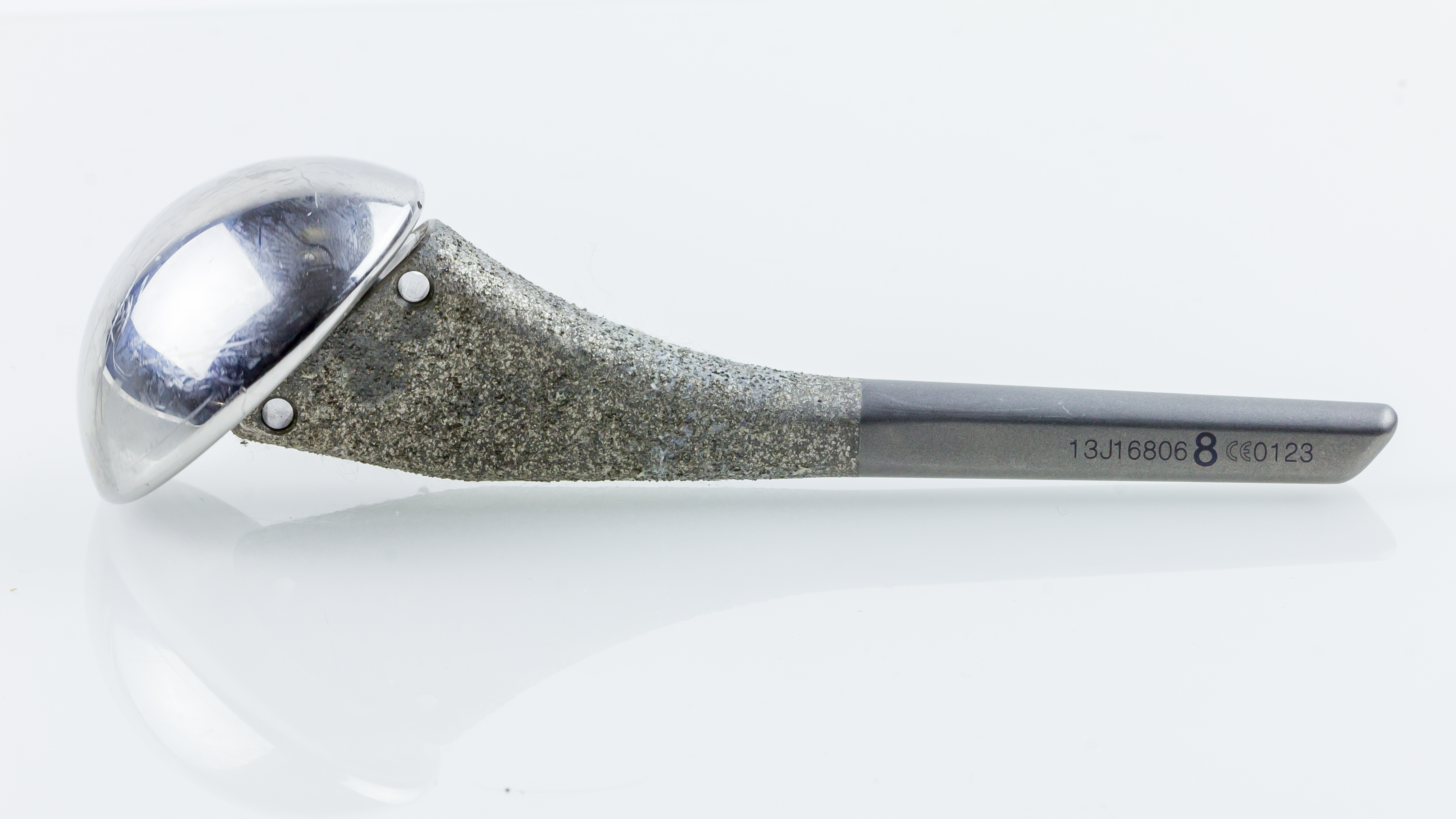
Ендопротез голівки плечової кістки
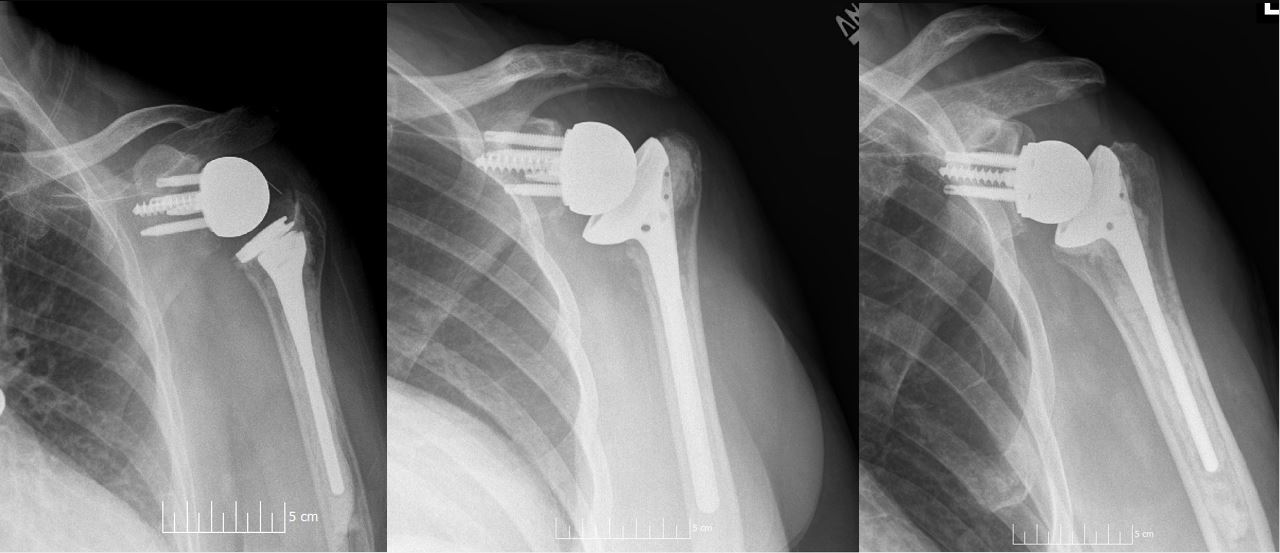
Рентгенограми різних модифікацій реверсивних ендопротезів плечового суглоба
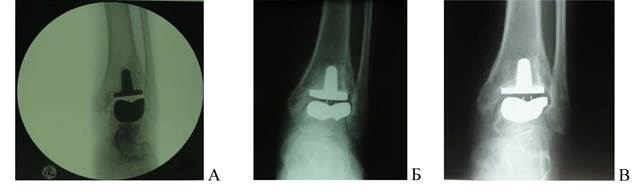
Тотальний ендопротез гомілкостопного суглоба
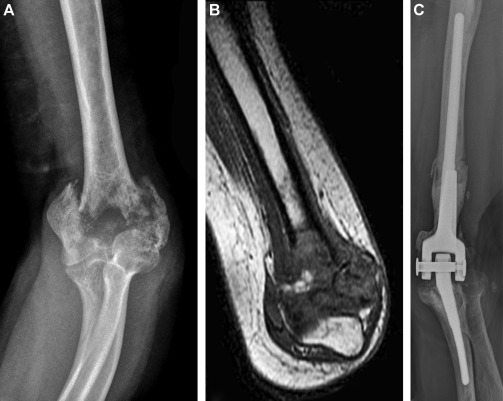
Тотальне ендопротезування ліктьового суглоба
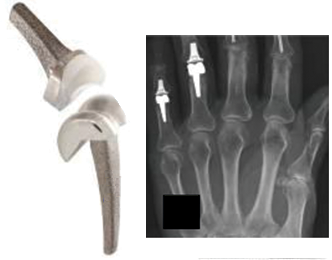
Вигляд та Рентгенограма ендопротезу суглобів пальців
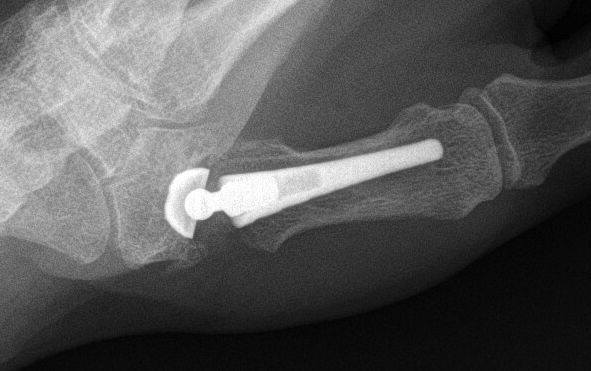
Рентгенограма ендопротеза трапецевидно-метакарпального суглоба

## Ускладнення
Ендопротезування суглоба може спричинити наступні основні ускладнення:
- Запалення та нагноєння (перипротезна інфекція);[4]
- Тромбози та емболії: утворення тромбів становить загальний ризик при хірургічних втручаннях на колінних та тазостегнових суглобів. Для профілактики тромбозів рекомендовані антитромботичні засоби;[4]
- Пошкодження нервів;[4]
- Пошкодження кровоносних судин і післяопераційна кровотеча;[4]
- Нерівність довжини ноги та вивихи становлять особливий ризик під час заміни тазостегнового суглоба;[4]
- Переломи кісток під час операції;[4]
- Кальцифікація тканини біля протеза;[4]
- Розхитування протеза та знос матеріалу ендопротеза;[4]
- Алергія;[4]
- Постійні скарги на наявність ендопротеза.[4]

Через розвиток ускладненень може знадобитися повторна операція або ревізійна заміна ендопротеза.

## Ревізійне ендопротезування
Зазвичай ревізійне ендопротезування проводиться після закінчення «природного» терміну служби ендопротеза. Однак у деяких випадках може знадобитися рання заміна енжопротеза. Причини для ревізійного ендопротезування включають ослаблення імплантату, нестабільність штучного суглоба, великі бактеріальні інфекції та прогресуючу дегенерацію частин суглоба, які ще не були замінені. Ревізія також може знадобитися, якщо функціональні порушення штучного суглоба сильно обмежують активність пацієнта і часто супроводжуються вираженим болем. Крім того, гострі або хронічні інфекції, а також травматичні переломи поблизу суглоба чи ендопротеза, а також проблеми з імплантатом і первинною процедурою заміни можуть вимагати ревізійної заміни. Інші причини включають місцеві запальні реакції тканин, знос (мікроабразивні частинки) матеріалу ендопротеза та якість фіксації ендопротеза.
У людей середнього і особливо молодого віку в майбутньому практично неминуче виникне необхідність ревізійного ендопротезування, про що необхідно пам'ятати при індивідуальному підборі методу лікування.